# Fogarasi nyilatkozat

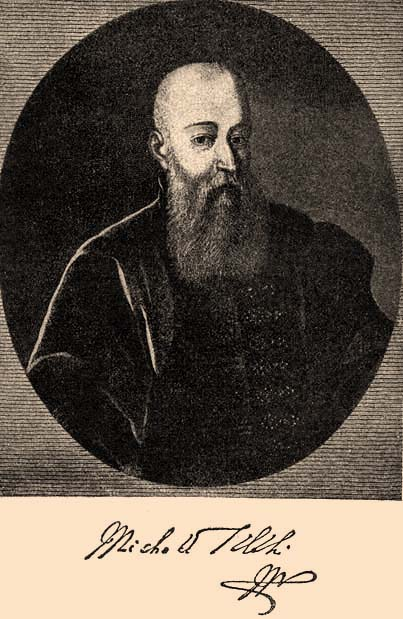
Teleki Mihály

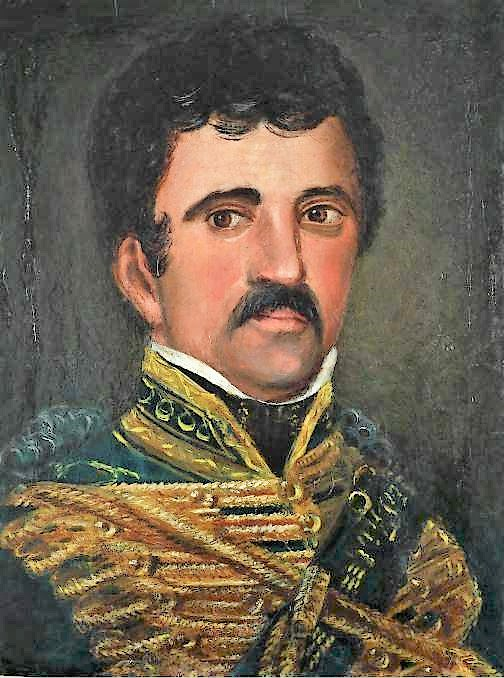
Bethlen Miklós

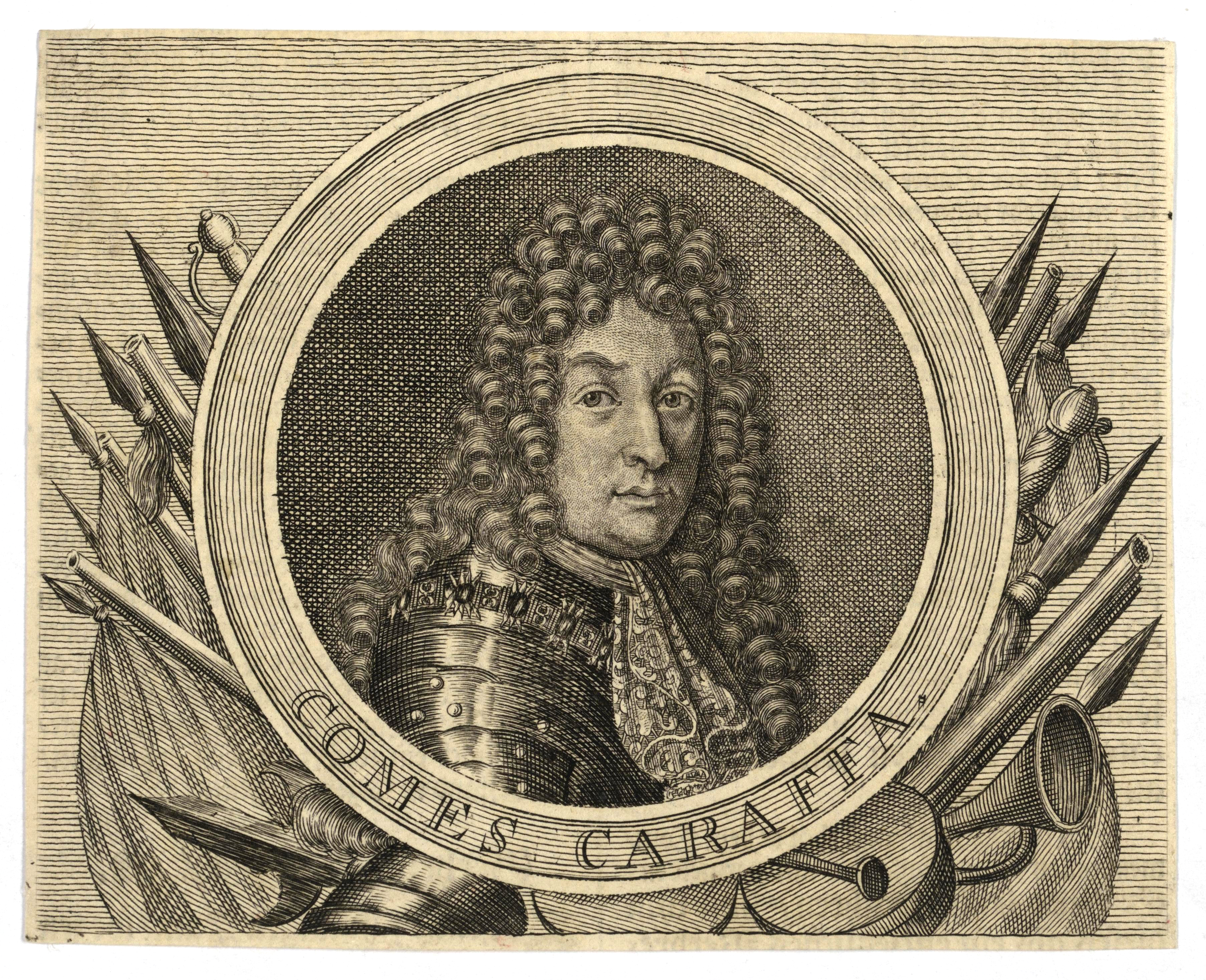
Antonio Caraffa

Fogarasi nyilatkozat vagy fogarasi deklaráció vagy Declaratio in Protectionem Cesareo-Regiam néven ismert az 1688. május 9-én elfogadott dokumentum, amelyben I. Apafi Mihály, a fejedelmi tanács és az országgyűlés kinyilvánították, hogy Erdély a török védnökség helyett I. Lipót oltalma alá helyezi magát. Teleki Mihálynak az előkészítésben játszott szerepe miatt Teleki-féle hódolati nyilatkozat-ként is említik.
A dokumentum keltezése nagyszebeni, mert a fejedelem meghatalmazottjai ott írták alá, de maga a fejedelem és az országgyűlés Fogarasban tartózkodott.

## Előzményei
1687-ben Lotharingiai Károly csapatai a törökök elleni győzelmeket követően az 1686-os Haller-féle diploma alapján Erdélyben kívántak telelni, de mivel ez komoly gazdasági terhet jelentett volna az országnak, Apafi igyekezett ezt elkerülni. Így került sor a balázsfalvi paktum megkötésére, amelyben a fejedelem elismerte a korona jogát Erdélyre, ugyanakkor Lotharingiai Károly garantálta, hogy a császár elismeri a fejedelemség önállóságát. A bécsi császári udvar nem fogadta el a balázsfalvi paktum kikötéseit, és Antonio Caraffa generálist küldte Erdélybe katonai főbiztosként, hogy megtegye, amit „a császár szolgálata érdekében jónak és kivihetőnek lát.” Bethlen Miklós a Habsburgokkal kötendő szövetséget előnyösnek tartotta ugyan, de Moribunda Transylvania című beadványában tiltakozott az udvarnál a katonai uralom ellen.

## Keletkezése
Caraffa 1688. februárban érkezett Nagyszebenbe, és onnan levelet írt Apafi Mihálynak, amelyben kérte, hogy küldje el hozzá megbízottjait a katonaság ellátásával kapcsolatos vitás ügyek megbeszélésére. Miután ez sikeresen megtörtént, Caraffa ismét írt Apafinak, és kérte, hogy meghatalmazottjaként küldje el hozzá a név szerint kijelölt főurakat és tisztségviselőket: Teleki Mihály, Bethlen Elek, Bethlen Gergely, borosjenői Székely László, Valentin Frank nagyszebeni királybíró, Szabó Keresztély nagyszebeni polgármester, Bethlen Miklós, Apor István, Alvinczi Péter, kissárosi Sárosi János, és Michael Filstich brassói városbíró. A Fogarason ülésező országgyűlés május 3-án adta ki nekik a meghatalmazást a Caraffával való tárgyalásokra, azzal, hogy „amit végeztek, a felhatalmazó országgyűlés is érvényesnek és elfogadottnak fogja tekinteni és tartani.”
Caraffa először Teleki Mihállyal tárgyalt, majd külön-külön a küldöttség többi tagjával. Titkárával, Absolon Dániellel megfogalmaztatta a nyilatkozatot, amelynek előkészítésében feltehetőleg Teleki Mihály is részt vett. A nyilatkozatot Teleki, Sárosi és Alvinczi már a többiek előtt elolvashatták. Amikor a küldöttség megismerte a nyilatkozat tartalmát, időt kértek, hogy megtanácskozzák, Teleki viszont az azonnali aláírás mellett kardoskodott. A tanácskozás során Bethlen Miklós és Apor István ellenezték a nyilatkozat aláírását. A halogatás miatt Caraffa azzal fenyegetőzött, hogy ágyúkkal indul Fogaras ellen. Május 9-én végül a küldöttség aláírta a nyilatkozatot, és futárral elküldték aláírásra a fejedelemhez Fogarasra, akit Caraffa azzal fenyegetett, hogy ellenszegülés esetén családjával együtt Bécsbe viteti.

## Tartalma
A nyilatkozat kijelenti, hogy Erdély a török védnökség helyett visszatér Magyarország királyához, „melytől az irigykedő sors és némelyek nagyravágyó merénylete által szakíttatott volt el”. Lipót császárnak és utódainak oltalma alá helyezi magát, a törökökkel megszakítja a kapcsolatot, sőt a császár parancsára fegyverrel is kész ellenük fordulni. Az ország váraiban és városaiban állomásozó császári katonaság megmarad, és Kővár, Huszt, Görgény és Brassó váraiba is betelepül. A fejedelemség évi hétszázezer forint adót fizet a császárnak készpénzben. A fejedelemség önállóságát a balázsfalvi paktum szerint biztosítják addig is, míg „a császár az országra nézve jogbiztosító kegyelemlevelet ad.”

## Következményei
Bornemisza Anna fejedelemasszony annyira a lelkére vette a nyilatkozatot, hogy elméje megbomlott, és pár hónappal később bekövetkezett halála is ennek tulajdonítható. Caraffa birtokba vette a nyilatkozatban felsorolt várakat, Brassó azonban ellenállt, így azt Veterani ostrommal vette be. Teleki Mihály jutalma 12 000 forint értékű ezüstnemű lett.
Június 1-jén az erdélyi rendek egy 13 pontból álló előterjesztést készítettek, hivatkozva a fogarasi nyilatkozatban fenntartott jogokra. Ennek két első pontjában kérték a négy bevett vallás rendszerének megőrzését, az idősebbik és ifjabbik Apafi fejedelem tisztségében megtartását, haláluk után szabad fejedelemválasztást. A felterjesztésre június 17-én kapták meg az uralkodótól választ, amelyben megígérte a háborítatlan vallásszabadságot, az ország jövőjét illetően azonban csak a hadjárat végeztével kívánt intézkedni.